# Yangping (köpinghuvudort i Kina, Hubei Sheng, lat 31,22, long 111,55)
Yangping (kinesiska: 洋坪, 洋坪镇) är en köpinghuvudort i Kina. Den ligger i provinsen Hubei, i den centrala delen av landet, omkring 270 kilometer väster om provinshuvudstaden Wuhan. Antalet invånare är 29 722. Befolkningen består av 14 534 kvinnor och 15 188 män. Barn under 15 år utgör 13,0 %, vuxna 15-64 år 75 %, och äldre över 65 år 11,0 %.
Runt Yangping är det ganska tätbefolkat, med 116 invånare per kvadratkilometer. Yangping är det största samhället i trakten. I omgivningarna runt Yangping växer i huvudsak blandskog.
Genomsnittlig årsnederbörd är 1 176 millimeter. Den regnigaste månaden är augusti, med i genomsnitt 198 mm nederbörd, och den torraste är december, med 13 mm nederbörd.